# الیسیا د انورس
الیسیا د انورس (انگلیسی: Alicia D'Anvers; تاریخ ورودی نامعتبر است – ۱ ژانویهٔ ۱۷۲۵) یک شاعر اهل انگلستان بود.